# Periplazmatični prostor
Periplazma je prostor ograničen sa dve selektivne permeabilne barijere, i.e., biološke membrane, kao što su unutrašnja membrana (i.e., citoplazmatična membrana) i spoljašnja membrana kod gram-negativnih bakterija. Striktno govoreći, periplazmatični prostor nije prisutan kod gram-pozitivnih bakterija, jer one poseduju samo jednu membranu, citoplazmatičnu membranu. Region zvan "unutrašnja zona zida" (IWZ) je prisutan između citoplazmatične membrane i zrelog ćelijskog zida.
Periplazma se može sačinjavati i do 40% ukupne ćelijske zapremine kod gram-negativnih bakterija, dok je periplazmatični prostor drastično manji kod gram-pozitivnih bakterija.
Mada se bakterije konvencionalno dele u dve glavne grupe — gram-pozitivne i -negativne, na osnovu njihovog zadržavanja gramove boje — taj klasifikacioni sistem je nesiguran, jer se može odnositi na tri distinktna aspekta (rezultat bojenja, organizaciju ćelijskog omotača, taksonomisku grupu), koji nisu uvek jednoznačni kod nekih bakterijskih vrsta. Mada je odgovor bakterija na bojenje po gramu empirijski kriterijum, njegova osnova leži u znatnim razlikama u ultrastrukturi i hemijskom sastavu dva glavna tipa prokariotskih ćelija zastupljenih u prirodi. Ta dva tipa ćelija se međusobno razlikuju po prisustvu ili odsustvu spoljašnje lipidne membrane, što je pouzdanija i fundamentalnija karakteristika bakterijskih ćelija.

## Literatura
- D. White, The Physiology and Biochemistry of Prokaryotes, Oxford University Press, Oxford, 2000, pp. 22.